# Silnice II/135
Silnice II/135 je silnice II. třídy která se v převážné své délce nachází na území Jihočeského Kraje. Obsluhuje dopravu hlavně mezi městy Bechyně a Soběslav. U Soběslavi se kříží s dálnicí D3. Silnice II/135 pak končí zaústěním do II/409 u obce Včelnička u Kamenice nad Lipou (okres Pelhřimov - Kraj Vysočina). Celkově silnice prochází čtyřmi okresy: České Budějovice, Tábor, Jindřichův Hradec a Pelhřimov.

## Vedení silnice
| Kraj      | km     |
| --------- | ------ |
| Jihočeský | 49,032 |
| Vysočina  | 6,570  |

### Okres České Budějovice – Jihočeský Kraj
- celková délka 1,985 km - mostů: 1

Nejkratší úsek z celkové délky silnice II/135 připadá právě na tento okres. Silnice začíná vyústěním ze silnice II/105 v Dražíči. Těsně před hranicemi s okresem Tábor pak ještě přechází přes Bilinský potok.
| Místo  | km    | Cíl                                         | Poznámka                                |
| ------ | ----- | ------------------------------------------- | --------------------------------------- |
| Dražíč | 0,000 | Bernartice/Týn nad Vltavou III/10561 Vranov | vyústění                                |
| Dražíč | 0,277 | III/1353 Karlov-Nepomuk                     |                                         |
|        | 1,985 |                                             | hranice okresů České Budějovice / Tábor |

### Okres Tábor – Jihočeský Kraj
- celková délka 40,738 km - mostů:11 - železniční přejezdy:2 - podjezdy:3

Nejdelší úsek silnice II/135 z celé její délky vede přes okres Tábor. Vede přes obec Hvožďany do Bechyně, kde zaúsťuje do silnice II/122 a peážuje s ní. Následuje vyústění (taktéž v Bechyni) a silnice dále probíhá Sudoměřicemi u Bechyně, Svinkami, Vlastiboří, Zálužím, Vescemi až do Soběslavi. Zde se nachází most přes řeku Lužnici. V Soběslavi silnice zaúsťuje do silnice I/3. Zde se také dělí na dva úseky. Úsek označený jako II/135 vede po ulici Tyršova. Druhý úsek označený jako II/135H vede kolem Náměstí Republiky. Dále silnice pokračuje k dálnici D3, kde se s ní kříží u EXITu 95. Poté silnice pokračuje přes Zvěrotice, Dvorce, Tučapy a Budislav. Následuje hranice okresu Jindřichův Hradec, kam silnice dále pokračuje.

| Místo                | km     | Cíl                                | Poznámka                                 |
| -------------------- | ------ | ---------------------------------- | ---------------------------------------- |
|                      | 1,985  |                                    | hranice okresů Tábor / České Budějovice  |
| Bechyně              | 8,637  | III/12217 nám. T.G. Masaryka       |                                          |
| Bechyně              | 9,069  | III/1354 ul. Písecká               |                                          |
| Bechyně              | 9,244  | Opařany                            | zaústění                                 |
| Bechyně              | 9,244  | Týn nad Vltavou                    | vyústění                                 |
| Sudoměřice u Bechyně | 13,338 | Hodětín/Malšice                    |                                          |
|                      | 15,353 | III/1358 Vyhnanice                 |                                          |
|                      | 19,004 | III/1359 Hlavatce                  |                                          |
|                      | 19,297 | III/1359 Debrník                   |                                          |
| Svinky               | 20,510 | Komárov                            |                                          |
| Záluží               | 24,390 | Dráchov                            |                                          |
| Vesce                | 25,745 | III/13517 Mokrá                    |                                          |
| Vesce                | 25,870 | III/13518 Mažice                   |                                          |
|                      | 27,846 | III/13519 Čeraz                    |                                          |
| Soběslav             | 28,943 | ul. Nová                           | zaústění                                 |
| Soběslav             | 28,943 | ul. Obchodní                       | vyústění                                 |
| Soběslav             | 29,229 | III/13520 ul. Wilsonova            |                                          |
| Soběslav             | 29,803 | ul. Tyršova                        |                                          |
| Soběslav             | 30,215 | III/13527 ul. K Sedlečku           |                                          |
| Soběslav             | 0,000  | ul. Bechyňská                      | vyústění                                 |
| Soběslav             | 0,753  | ul. Tyršova                        | zaústění                                 |
|                      | 30,828 | D3 · E55                           | sjezd ze směru od Tábora (EXIT 95)       |
|                      | 31,026 | D3 · E55                           | sjezd ze směru od Žíšova (EXIT 95)       |
|                      | 34,230 | III/13529 Kvasejovice              |                                          |
| Tučapy               | 37,232 | III/13531 Brandlín III/12841 Dírná |                                          |
|                      | 38,599 | Mlýny                              |                                          |
| Budislav             | 40,751 | III/13534 Záluží u Budislavě       |                                          |
|                      | 42,723 |                                    | hranice okresů Tábor / Jindřichův Hradec |

### Okres Jindřichův Hradec – Jihočeský Kraj
- celková délka 6,309 km - mostů:1

Silnice vede přes poměrně krátký úsek 6 km přes obce Březina a Drunče. Na hranicích s okresem Pelhřimov pak přechází do Kraje Vysočina.

| Místo   | km     | Cíl                | Poznámka                                     |
| ------- | ------ | ------------------ | -------------------------------------------- |
|         | 42,723 |                    | hranice okresů Jindřichův Hradec / Tábor     |
|         | 43,292 | III/13535 Lipovka  |                                              |
| Březina | 46,191 | III/13536 Deštná   |                                              |
| Drunče  | 48,121 | III/13537 Annovice |                                              |
|         | 49,032 |                    | hranice okresů Jindřichův Hradec / Pelhřimov |

### Okres Pelhřimov – Kraj Vysočina
- celková délka 6,570 km - mostů:1

Poslední úsek silnice II/135 vede v Kraji Vysočina. Silnice přechází do okresu Pelhřimov a v průtahu Mnichem peážuje se silnicí II/128. Následují obce Mirotín a Bohdalín. Silnice pak končí zaústěním do II/409 před obcí Včelnička.

| Místo    | km     | Cíl                          | Poznámka                                     |
| -------- | ------ | ---------------------------- | -------------------------------------------- |
|          | 49,032 |                              | hranice okresů Pelhřimov / Jindřichův Hradec |
| Mnich    | 50,266 | Deštná                       |                                              |
| Mnich    | 50,266 | Černovice                    |                                              |
| Bohdalín | 54,717 | III/12824 Betlém             |                                              |
|          | 55,602 | Černovice/Kamenice nad Lipou | zaústění do čeho                             |

## Vodstvo na trase
U osady Koudelka vede přes Bilinský potok, v Bechyni přes Smutnou a Lužnici, v Sudoměřicích u Bechyně přes Sudoměřický potok, ve Vlastiboři přes Bechyňský potok, v Soběslavi přes Lužnici a Černovický potok (znovu u Dvorců a v Budislavi) a u Mnichu přes Dírenský potok.